# Trichocera banffi
Trichocera banffi är en tvåvingeart som beskrevs av H. Douglas Pratt 2003. Trichocera banffi ingår i släktet Trichocera och familjen vintermyggor.
Artens utbredningsområde är Alberta. Inga underarter finns listade i Catalogue of Life.